# Gérald de Palmas
Gérald de Palmas är en fransk kompositör och sångare född 1967 på Réunion men flyttade som tioåring tillsammans med föräldrarna till Frankrike. Han skivdebuterade 1994 och utnämndes i Frankrike till årets nykomling 1995 samt till årets manliga artist 2002 vid Victoires de la musique.

## Diskografi
- La dernière année (1994)
- Les lois de la nature (1997)
- Marcher dans la sable (2000)
- Live 2002 (2002)
- Un homme sans racine (2004)
- Sortir (2009)

## Fotnoter
1. ↑  GeneaStar, GeneaStar person-ID: palmas.[källa från Wikidata]
2. ↑  Roglo, person-ID på Roglo: p=gerald;n=gardrinier.[källa från Wikidata]